# IAR 39
Pour les articles homonymes, voir IAR.
Le IAR 39 était un avion militaire de la Seconde Guerre mondiale fabriqué en Roumanie par Industria Aeronautică Română (IAR).